# الترخيص الفني
الترخيص الفني (بالإنجليزية: Artistic License) تشير في أغلب الأحيان إلى الترخيص الفني الأصلي (الإصدار 1.0)، وهي رخصة برمجيات تستخدم لترخيص بعض حزم البرمجيات الحرة والمفتوحة المصدر.

## الترخيص الفني (1.0)
هي رخصة برمجيات حرة متقلبة إلى حد كبير. انتقدت من قبل مؤسسة البرمجيات الحرة باعتبارها «غامضة للغاية؛ بعض الفقرات ذكية جدا لمصلحتهم، ومعناها ليس واضحا»  أوصت مؤسسة البرمجيات الحرة أن الرخصة لا يمكن استخدامها بمفردها، ولكنها توافقت مع رخصة جنو العمومية وأصبحت رخصة مزدوجة تتخذها مشاريع بيرل.
واستجابة لهذا، قام كون برادلي، الذي عمل في وقت سابق لصالح مؤسسة البرمجيات الحرة. بإجراء إعادة صياغة وعملية تنقيح لتوضيح المقاطع الغامضة. كما تم إصدار الترخيص الفني المنقح، الذي وافقت عليه مؤسسة البرمجيات الحرة. والان تم ترخيص تحت هذه الرخصة التالي: SNEeSe و FakeNES و emulators, و the Paros Proxy, و the JavaFBP toolkit و NcFTP.

## الترخيص الفني (2.0)
استجابة لطلب تحسين وضع تراخيص بيرل 6، تم إعادة كتابة الرخصة على نحو كبير بواسطة كل من روبرتا كايرني وأليسون راندال. الأمر الذي أدى إلى ظهور الترخيص الفني 2.0، الذي وافقت عليه مؤسسة البرمجيات الحرة.